# Oued Souss
L'oued Souss (en berbère : ⴰⵙⵉⴼ ⵏ ⵙⵓⵙ, Assif n Sous) (en arabe:واد سوس) est un fleuve marocain de la région géographique du Souss. Sa source se situe dans le Haut Atlas, près du djebel Toubkal, point culminant de l'Afrique du Nord, et il se jette dans l'Atlantique, à quelques kilomètres au sud d'Agadir.
Dans sa partie montagneuse, au-delà d'Aoulouz, il porte le nom d'Assif Tifnout. Il prend le nom d'Oued Souss après avoir conflué avec le Zagmouzen, un affluent situé dans le Siroua. Après avoir été entravé par les barrages Mokhtar Soussi et Aoulouz, il creuse la plaine du Souss, un bassin alluvial de faible altitude propice à l'agriculture formant la démarcation entre le Haut-Atlas occidental au nord et l'Anti-Atlas au sud.

## Galerie

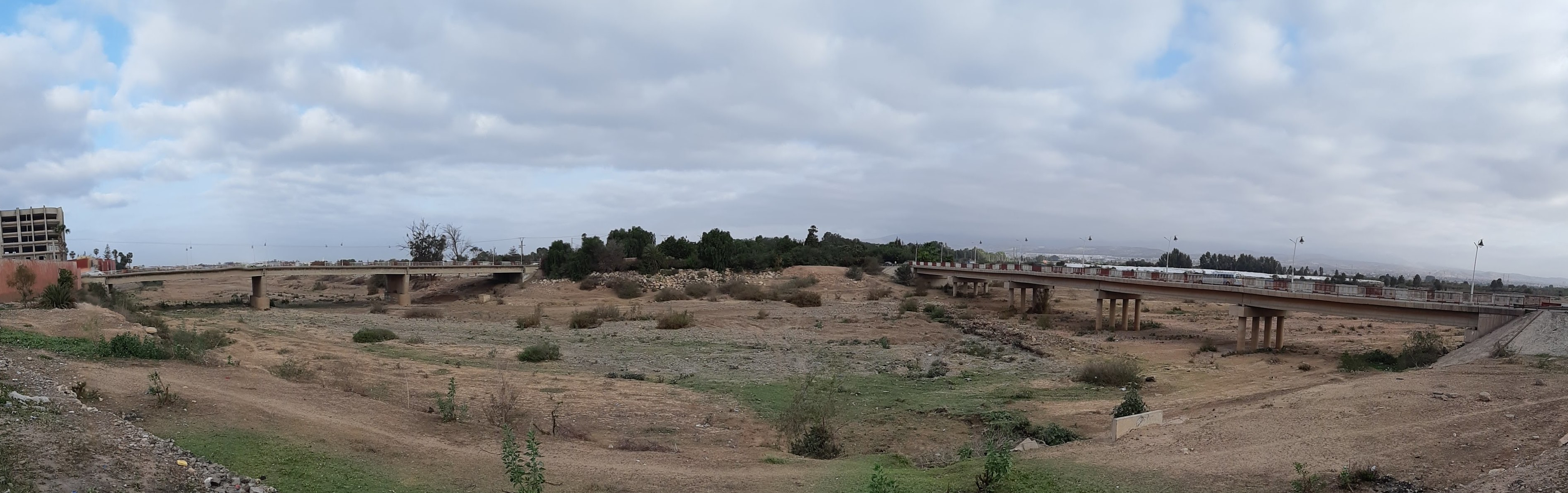
L'ancien et le nouveau pont à Aït Melloul
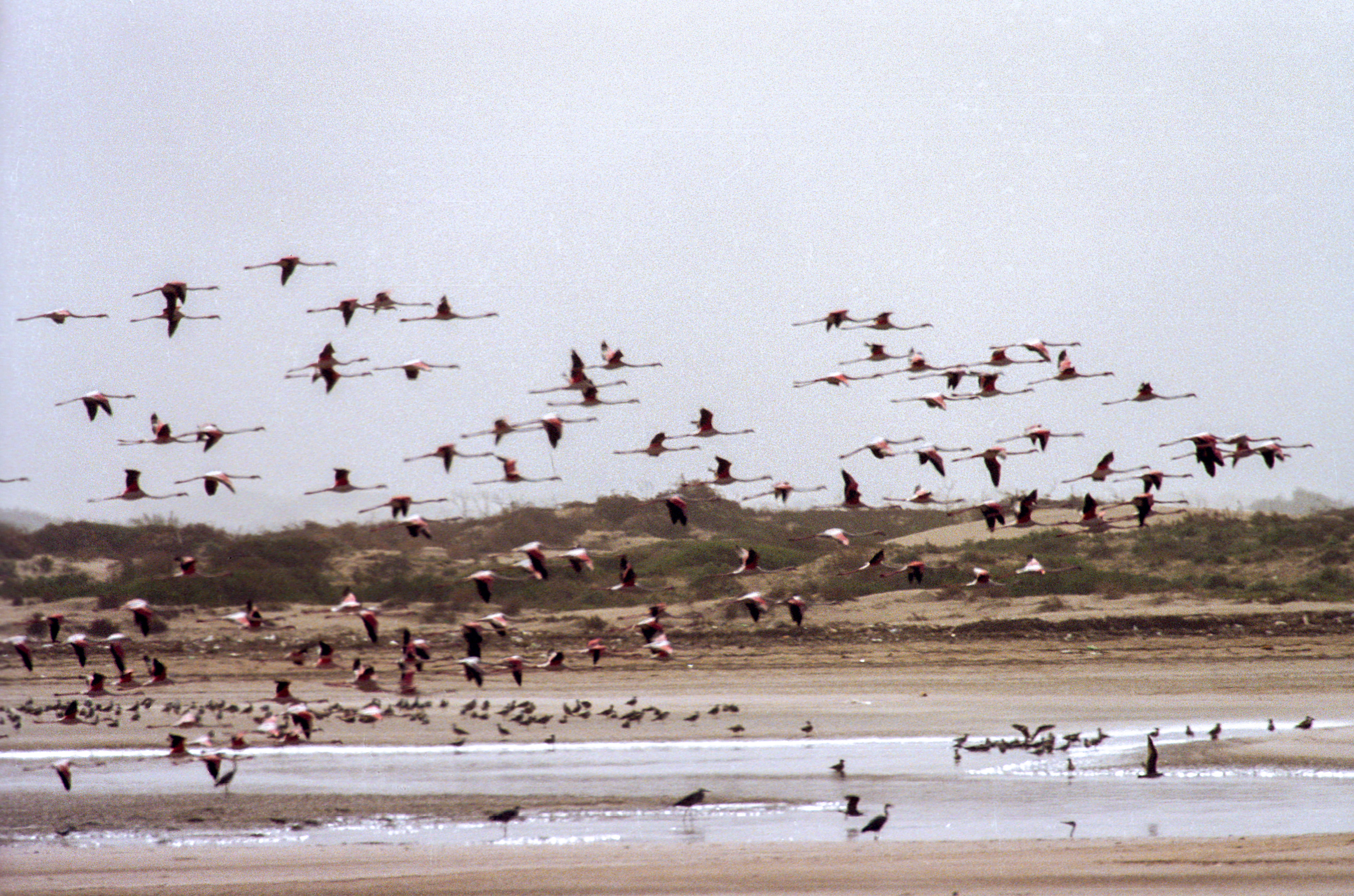
Des oiseaux aux alentours de l'embouchure (Agadir)
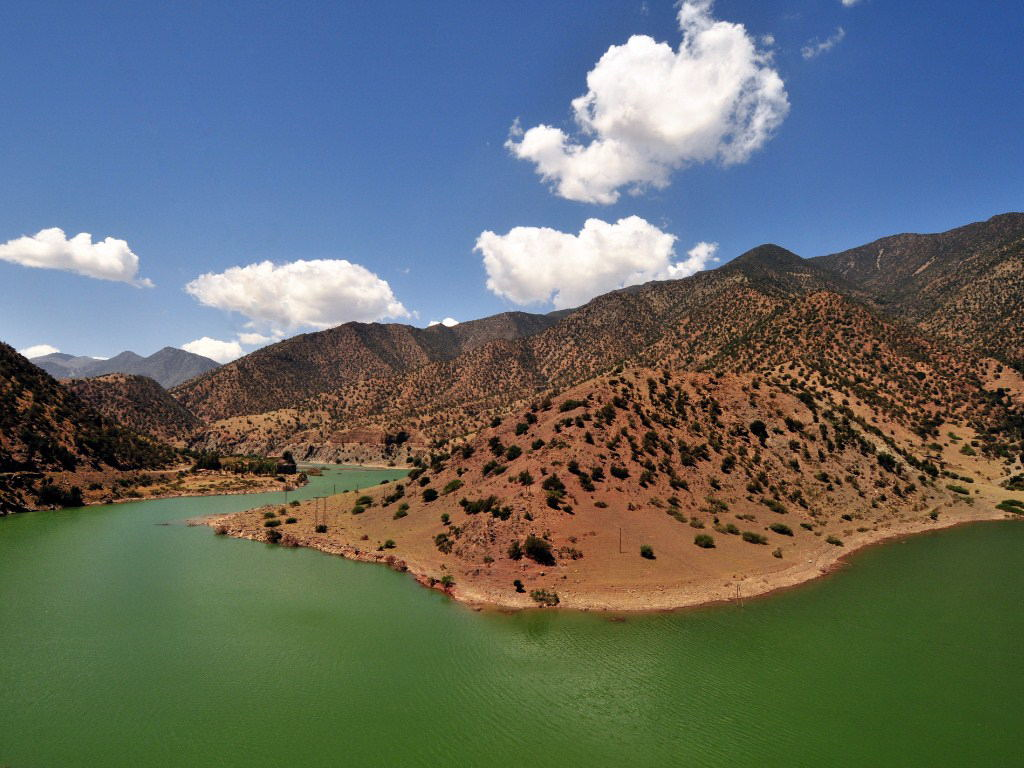
Aux alentours de Taroudant